# دونكيرك (نيويورك)
دونكيرك (بالإنجليزية: Dunkirk, New York)‏ هي مدينة تقع في الولايات المتحدة في ولاية نيويورك. يقدر عدد سكانها بـ 12,563 نسمة ومساحتها 11.8 كم2 وترتفع عن سطح البحر 188 متر.

## المناخ
يظهر الجدول التالي التغييرات المناخية على مدار السنة لدونكيرك:
| البيانات المناخية لـدونكيرك       | البيانات المناخية لـدونكيرك | البيانات المناخية لـدونكيرك | البيانات المناخية لـدونكيرك | البيانات المناخية لـدونكيرك | البيانات المناخية لـدونكيرك | البيانات المناخية لـدونكيرك | البيانات المناخية لـدونكيرك | البيانات المناخية لـدونكيرك | البيانات المناخية لـدونكيرك | البيانات المناخية لـدونكيرك | البيانات المناخية لـدونكيرك | البيانات المناخية لـدونكيرك | البيانات المناخية لـدونكيرك |
| الشهر                             | يناير                       | فبراير                      | مارس                        | أبريل                       | مايو                        | يونيو                       | يوليو                       | أغسطس                       | سبتمبر                      | أكتوبر                      | نوفمبر                      | ديسمبر                      | المعدل السنوي               |
| --------------------------------- | --------------------------- | --------------------------- | --------------------------- | --------------------------- | --------------------------- | --------------------------- | --------------------------- | --------------------------- | --------------------------- | --------------------------- | --------------------------- | --------------------------- | --------------------------- |
| الدرجة القصوى °ف (°م)             | 72 (22)                     | 71 (22)                     | 81 (27)                     | 86 (30)                     | 88 (31)                     | 94 (34)                     | 99 (37)                     | 96 (36)                     | 96 (36)                     | 87 (31)                     | 80 (27)                     | 71 (22)                     | 99 (37)                     |
| متوسط درجة الحرارة الكبرى °ف (°م) | 33.6 (0.9)                  | 35.1 (1.7)                  | 43.1 (6.2)                  | 55.4 (13.0)                 | 66.3 (19.1)                 | 75.9 (24.4)                 | 79.9 (26.6)                 | 78.7 (25.9)                 | 71.7 (22.1)                 | 60.3 (15.7)                 | 49.7 (9.8)                  | 38.4 (3.6)                  | 57.5 (14.2)                 |
| المتوسط اليومي °ف (°م)            | 26.7 (−2.9)                 | 27.2 (−2.7)                 | 34.4 (1.3)                  | 45.7 (7.6)                  | 56.2 (13.4)                 | 66.3 (19.1)                 | 70.9 (21.6)                 | 69.5 (20.8)                 | 62.9 (17.2)                 | 52.0 (11.1)                 | 42.4 (5.8)                  | 32.0 (0.0)                  | 49.0 (9.4)                  |
| متوسط درجة الحرارة الصغرى °ف (°م) | 19.9 (−6.7)                 | 19.3 (−7.1)                 | 25.6 (−3.6)                 | 36.0 (2.2)                  | 46.1 (7.8)                  | 56.8 (13.8)                 | 62.0 (16.7)                 | 60.4 (15.8)                 | 54.0 (12.2)                 | 43.7 (6.5)                  | 35.2 (1.8)                  | 25.6 (−3.6)                 | 40.5 (4.7)                  |
| أدنى درجة حرارة °ف (°م)           | −16 (−27)                   | −28 (−33)                   | −11 (−24)                   | 18 (−8)                     | 27 (−3)                     | 39 (4)                      | 45 (7)                      | 43 (6)                      | 32 (0)                      | 22 (−6)                     | 3 (−16)                     | −12 (−24)                   | −28 (−33)                   |
| الهطول إنش (مم)                   | 1.93 (49)                   | 1.30 (33)                   | 1.94 (49)                   | 3.12 (79)                   | 3.70 (94)                   | 3.39 (86)                   | 4.08 (104)                  | 3.79 (96)                   | 4.11 (104)                  | 3.86 (98)                   | 3.90 (99)                   | 2.83 (72)                   | 37.95 (963)                 |
| المصدر #1: NOAA                   |                             |                             |                             |                             |                             |                             |                             |                             |                             |                             |                             |                             |                             |
| المصدر #2: The Weather Channel    |                             |                             |                             |                             |                             |                             |                             |                             |                             |                             |                             |                             |                             |

## أعلام
- ديف جراف
- هنري دي
- تشاد غرين
- جيم ماغواير
- سيندي ميلر
- كوري ولز